# Le Réveil normand
Le Réveil normand est un journal hebdomadaire régional de la presse écrite française diffusé tous les mercredis qui appartient au groupe Publihebdos, une filiale du groupe SIPA-Ouest France. 
Le Réveil normand est publié à L'Aigle, Rugles, Vimoutiers, Gacé, Courtomer, Moulins-la-Marche, Mortagne-au-Perche, Tourouvre au canton du Merlerault... 
Il trouverait ses origines dans Le Journal du district de l’Aigle, qui parait entre 1791 et 1794. Le Nouvelliste de l’Orne, fondé en 1886, fusionne en 1928 avec Le Réveil Percheron. 
Interdit de parution à la Libération, Le Réveil normand lui succède en octobre 1944, sous la direction de MM. Voyer et Boudet. Le propriétaire suivant, M. Nouhant, vend le journal au groupe Méaulle en 1974.
En 1998, Le Réveil normand diffuse 12 650 exemplaires, dont plus de 9 700 dans l'Orne, le reste dans l'Eure.